# Археологический музей (Осиек)
Археологический музей в Осиеке (хорв. Arheološki muzej Osijek) — археологический музей в хорватском городе Осиеке.
Музей расположен на территории Осиекской крепости Tvrđa. Экспозиция размещена в здании бывшей главной гвардии на площади Святой Троицы. Кроме того, у музея есть помещение в так называемом «Доме Брожан» (Kuća Brožan) на площади Юрия Крижанича.
Музей был основан 28 апреля 2005 года согласно специальному постановлению правительства Хорватии.
Помещение бывшей главной гвардии служит как демонстрационный зал для посетителей, тогда как в доме Брожан размещены администрация заведения, вспомогательные службы, мастерские и т. д.
Официально археологический музей Осиека был открыт для посетителей 16 ноября 2007 года. На открытии заведения присутствовал министр культуры Хорватии Божо Бишкупич (Božo Biškupić).
На сегодняшний день музей является единственным специализированным музеем в восточной части Хорватии, что осуществляет научные исследования и археологические раскопки.